# Grenand

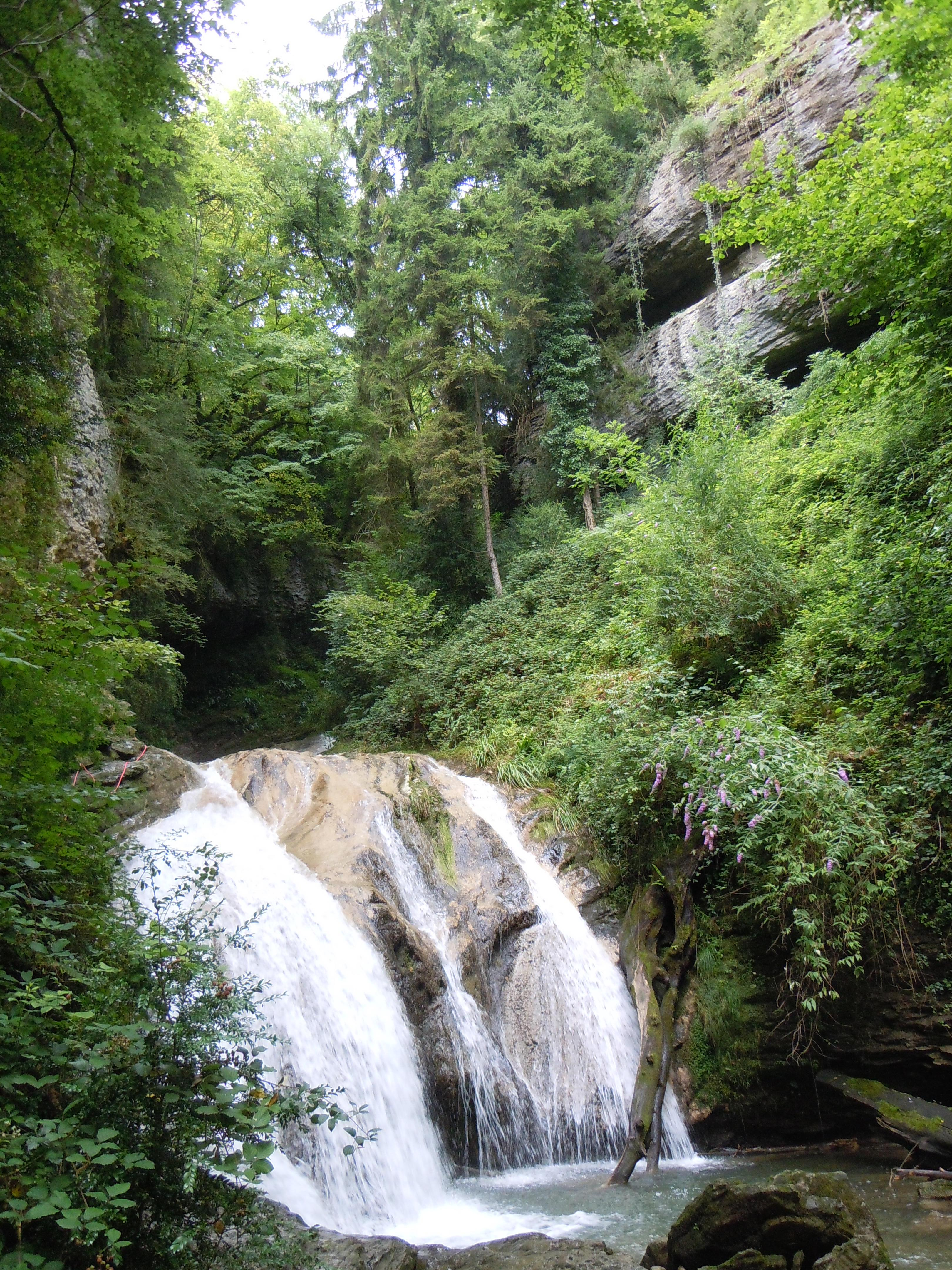
De waterval van de Grenand

De Grenand is een rivier in het Franse departement Savoie. 
De rivier is zes kilometer lang en stroomt door een canyon-achtige kloof van het hoger gelegen Attignat-Oncin naar La Bridoire. Deze kloof, de "gorge du Grenand", bevindt zich samen met een waterval, de "cascade du Grenand", ten oosten van La Bridoire. De plaats is alleen te voet te bereiken. Het langeafstandswandelpad GR 65 komt langs de gorge du Grenand.